# Bill Kaysing
William Charles Kaysing (* 31. Juli 1922 in Chicago, Illinois; † 21. April 2005 Santa Barbara, Kalifornien) war ein US-amerikanischer Autor und Verschwörungstheoretiker.
Bekannt wurde er durch seine Abhandlung zum Thema Mondlandung und eine von ihm begründete Verschwörungstheorie zur Mondlandung.

## Leben
Kaysing studierte Englisch an der University of Southern California und wurde 1949 Bachelor of Arts. Er war Autor einer breiten Palette von Themen, dazu gehörten u. a. Motorradsicherheit, Leben mit wenig Geld, Landwirtschaft, Kochen, Reisen, Steuer sparen und Leben im Alter.
Bill Kaysing war zweimal verheiratet und hatte mit Carol de Rider zwei Töchter. Seine zweite Frau Ruth Cole war mit ihm bis zu seinem Tod verheiratet.

## We Never Went to the Moon
Durch sein 1976 erschienenes Buch We Never Went to the Moon begründete er die Verschwörungstheorie um die Apollo-Mondlandungen.
Von 1957 bis 1963 arbeitete er selbst für die NASA-Zulieferfirma Rocketdyne, die Triebwerke für die Saturn-V-Raketen herstellte. Er war der Leiter für die technische Dokumentation. Er war kein Ingenieur oder Wissenschaftler. Kaysing behauptete aber, dass er in dieser Zeit Einblick in das Mercury-, Gemini-, Atlas- und das Apollo-Programm gehabt habe.
Er behauptete u. a.:
- Die NASA hätte nicht die technische Erfahrung gehabt, um einen Menschen auf den Mond zu bringen.
- Es hätten Sterne auf den angeblichen Fotografien vom Mond sein müssen.
- Das benutzte Filmmaterial hätte auf dem Mond aufgrund der hohen Einstrahlung zerschmelzen müssen.
- Viele optische Ungenauigkeiten in den Mondfotos seien unerklärlich.

Kaysing ging noch weiter und unterstellte der NASA beim Apollo-1-Feuer und beim Challenger-Unfall Mord an den Astronauten, um sie zum Schweigen zu bringen. Des Weiteren warf er vielen Regierungsorganisationen vor, an einer Verschwörung beteiligt gewesen zu sein, dazu gehörten unter anderem die CIA, die Federal Reserve und der IRS. Kaysing sprach von einer groß angelegten Manipulation („Brain Wash“) der amerikanischen Öffentlichkeit und der Medien.
1997 führte Kaysing gegen den Astronauten Jim Lovell einen Verleumdungsprozess, da dieser ihn verrückt (amerik. „wacky“) genannt hatte. Die Klage wurde 1999 abgewiesen.
2001 war Kaysing an der FOX-Fernsehdokumentation Conspiracy Theory: Did We Land on the Moon? beteiligt.

## Publikationen
- mit Randy Reid: We Never Went to the Moon: America’s Thirty Billion Dollar Swindle, Health Research, 1976, ISBN 07-8730-487-5

## Filme
- Conspiracy Theory: Did We Land on the Moon? (2001) (TV) bei IMDb